# Lomaptera gestroi
Lomaptera gestroi är en skalbaggsart som beskrevs av Valck Lucassen 1961. Lomaptera gestroi ingår i släktet Lomaptera och familjen Cetoniidae. Inga underarter finns listade i Catalogue of Life.